# Dąbrówka (Wełnin)
Dąbrówka – przysiółek wsi Wełnin w Polsce położony w województwie świętokrzyskim, w powiecie buskim, w gminie Solec-Zdrój.
W latach 1975–1998 miejscowość administracyjnie należała do województwa kieleckiego.